# Antonio Muñoz Martínez
Antonio Muñoz Martínez (La Rinconada, 29 de octubre de 1959) es un economista y político español del Partido Socialista Obrero Español, fue alcalde de Sevilla por herencia, desde enero de 2022 hasta el 17 de junio de 2023.

## Biografía
Nacido el 29 de octubre de 1959 en La Rinconada, provincia de Sevilla. Cuando tenía tres años, su padre, albañil en la azucarera local, decide emigrar con toda su familia a Barcelona. La empresa donde trabajaba lo traslada en 1965 a Los Boliches, en la entonces incipiente Costa del Sol, donde pasará la mayor parte de su infancia y juventud. Durante su periplo universitario en la Universidad de Málaga, entra en contacto con movimientos estudiantiles de izquierdas y en 1983, recién licenciado en Económicas, se afilia al PSOE, debutando con 24 años como concejal en su pueblo natal, La Rinconada, donde permaneció durante dos legislaturas.
A comienzos de la década de 1990 se traslada a Sevilla, donde reside desde entonces. 

### Trayectoria profesional
Es Licenciado en Ciencias Económicas y Empresariales por la Universidad de Málaga y MBA por el Instituto Internacional San Telmo (Sevilla), además de Experto en Desarrollo Local por la Organización Internacional del Trabajo y las Naciones Unidas.
Su trayectoria profesional ha estado vinculada a la gestión de los recursos públicos, la promoción turística y la dinamización de la actividad económica. En 1989 es nombrado jefe de servicio de Planes y Programas de la Agencia de Medio Ambiente de la Junta de Andalucía, y en 1993 director del Área de Hacienda de la Diputación de Sevilla.
Antonio Muñoz comenzó a formar parte de la política local de la capital hispalense con la victoria de Alfredo Sánchez Monteseirín en las elecciones municipales de 1999. El recién elegido alcalde lo nombró director del Área de Economía y Turismo, donde permaneció hasta 2002. Su vinculación con el sector turístico continúa en años siguientes en la Diputación Provincial como director de Turismo de la provincia de Sevilla (2002-2004) y en la Junta de Andalucía como director general de Planificación y Ordenación Turística (2004-2011). En el ámbito académico, ha sido profesor de Políticas Públicas en el Sector Turístico en el Centro Universitario EUSA.

### Concejal y alcalde del Ayuntamiento de Sevilla
Entre 2011 y 2015 fue concejal y portavoz del Grupo Socialista en la oposición, durante el mandato del Popular Juan Ignacio Zoido. En la siguiente legislatura, un pacto de investidura con los grupos políticos Izquierda Unida y Participa Sevilla permite gobernar al PSOE con Juan Espadas al frente, consolidando dicha posición en 2019 con la victoria de los socialistas en las urnas. Durante estos dos mandatos ha sido teniente de alcalde delegado de Hábitat Urbano, Cultura y Turismo, período en el que Sevilla alcanzó un importante posicionamiento internacional con la celebración de eventos como los 33 Premios Goya, los premios MTV Europe 2019 o una gran cumbre mundial del turismo.
La victoria de Juan Espadas en las primarias de junio de 2021 para ser candidato a la Presidencia de la Junta de Andalucía supuso su salida del ayuntamiento, la cual se hizo efectiva el 20 de diciembre de 2021. El Pleno del Ayuntamiento de Sevilla, en sesión celebrada el 3 de enero de 2022, eligió a Antonio Muñoz como nuevo alcalde de la ciudad.
En 2022 es elegido candidato por el PSOE-A a las elecciones municipales de 2023. El PSOE perdió las elecciones municipales de 2023, perdiendo un concejal. El PP consiguió la victoria, con el candidato a la alcaldía José Luis Sanz, y Antonio Muñoz Martínez continuó como portavoz de la oposición en el Ayuntamiento de Sevilla.